# Paul Erb
Paul Erb (* 26. April 1894 bei Newton; † 7. Mai 1984 in Mount Pleasant Township) war ein mennonitischer Theologe.

## Leben
Von 1913 bis 1941 lehrte er am Hesston College (geschäftsführender Dekan, 1924–1928; und Dekan, 1932–1941). Dann wurde er als Professor für Englisch am Goshen College (1941–1945) berufen. Er absolvierte ein Promotionsstudium an der University of Chicago und bereitete sich mit knapp 50 Jahren darauf vor, den Rest seines Berufslebens bei Goshen zu verbringen.

## Schriften (Auswahl)
- The alpha and the omega. A restatement of the christian hope in Christ’s coming. Scottdale 1955, OCLC 718325778.
- Don’t park here. Discussions on dynamic Christian living. Scottdale 1962, OCLC 1370688.
- South Central Frontiers. A history of the South Central Mennonite Conference. Scottdale 1974, ISBN 0-8361-1196-6.
- Bible prophecy. Questions and answers. Scottdale 1978, ISBN 0836118413.